# Tyzanidyna
Tyzanidyna, tizanidyna (łac. Tizanidinum) – organiczny związek chemiczny zawierający heterocykliczne struktury 2-imidazoliny i benzotiadiazolu połączone mostkiem azotowym.
Tyzanidyna jest stosowana w postaci chlorowodorku jako lek zwiotczający mięśnie szkieletowe. Działa na zasadzie pobudzania receptorów α2-adrenergicznych (jest ich agonistą). 

## Własności farmakologiczne i mechanizm działania
Hamuje polisynaptyczne impulsy nerwowe. Poraża również interneurony rdzeniowe, które pośredniczą w przekazywaniu bodźców. W efekcie powoduje zwiotczenie mięśni szkieletowych. Działanie to utrzymuje się dłużej niż po zastosowaniu leków kuraryzujących działających na płytkę ruchową. Nasila działanie leków uspokajających, etanolu i innych leków obniżających napięcie mięśni. Wykazuje umiarkowane działanie przeciwbólowe.
Tyzanidyna podnosi aktywność enzymów wątrobowych (AspAT i AlAT).

## Wskazania
- niektóre schorzenia kręgosłupa, zespoły szyjne lub lędźwiowe
- schorzenia ośrodkowego układu nerwowego, którym towarzyszy nadmierne napięcie mięśni: stwardnienie rozsiane, choroby rdzenia kręgowego, udar mózgu, mózgowe porażenie dziecięce
- bóle migrenowe

## Przeciwwskazania
- nadwrażliwość na tyzanidynę lub pozostałe składniki preparatu
- zaburzenia czynności wątroby (leczenie należy przerwać, jeśli aktywność (AspAT lub AlAT w surowicy przekracza trzykrotnie górną granicę normy)
- równoczesne stosowanie z fluwoksaminą lub cyprofloksacyną
- u dzieci – ze względu na ograniczone doświadczenia kliniczne

## Działania niepożądane
Występują następujące działania niepożądane: senność, zawroty głowy, bradykardia, niedociśnienie tętnicze , kserostomia, zmęczenie.

## Postacie handlowe
- Sirdalud – tabletki 2 mg i 4 mg

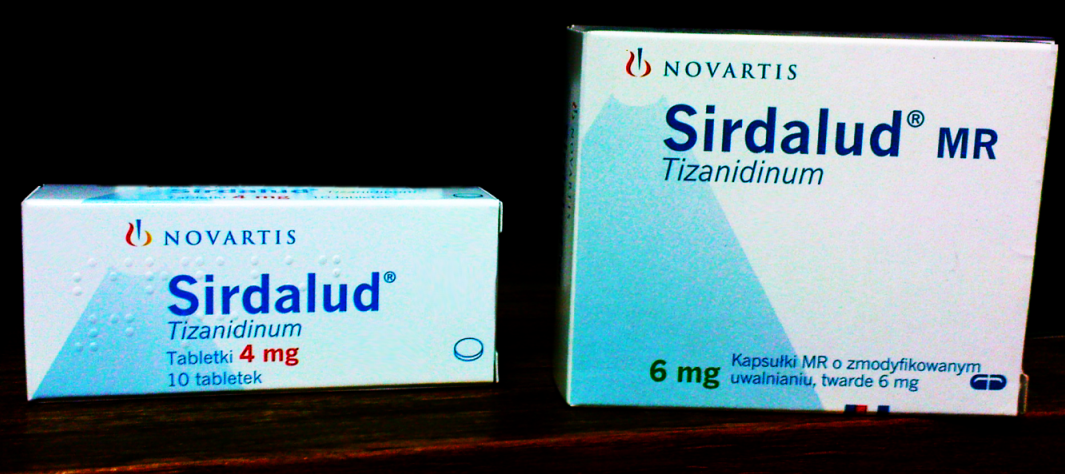
Opakowania preparatu Sirdalud

- Sirdalud MR – kapsułki o przedłużonym uwalnianiu 6 mg
- TizaniTeva – tabletki 4 mg
- Tizanidyna Arrow – tabletki 4 mg